# Human betaherpesvirus 7
El herpesvirus humano 7 o HHV-7 (especie Human betaherpesvirus 7) es una especie de virus de la familia Herpesviridae. Se caracteriza por una organización de su genoma similar al del herpesvirus humano 6 (HHV-6); de hecho, se ha descrito una actividad antigénica cruzada entre ambos virus. Se ha señalado como causa de roseola o exantema súbito, pitiriasis rosada, trastornos neurológicos y complicaciones de trasplantes.

## Descripción
Al igual que el herpesvirus humano 6, es un miembro del género Roseolovirus. Con este virus comparte entre un 20 % y un 75 % de su secuencia de aminoácidos en varias de sus proteínas. El genoma del HHV-7 tiene una longitud de 145 kilobases de ADN, aproximadamente.

## Epidemiología
Las infecciones por el herpesvirus humano 7 ocurren a una edad más tardía que las causadas por el tipo 6. Alrededor del 18 % de los niños están infectados al año y el 53 %, a los dos. La mayor parte de los niños son infectados entre los dos y los cinco años probablemente por el contacto con la saliva de sus padres y hermanos. El ADN del HHV-7 se ha encontrado en las células mononucleares en sangre periférica y en las citologías cervicales del 67 % y el 3 % de las embarazadas, respectivamente. También se ha observado la reactivación del virus en trasplantados, concretamente en un 20 % de los de órgano sólido y en un 50 % de los de médula ósea, tal y como indica la presencia del ADN viral en sangre periférica.

## Patogenia
El HHV-7 tiene un tropismo más reducido que el HHV-6. Infecta a los linfocitos CD4+, el epitelio de las glándulas salivares y las células de la piel y los pulmones. Se elimina intermitentemente por medio de la saliva de la mayor parte de los niños y adultos. También se ha detectado en la leche materna y se sabe que permanece en estado latente en los linfocitos CD4+. Además, induce la degradación de las moléculas del complejo mayor de histocompatibilidad de clase I.

## Manifestaciones clínicas
La infección primaria por el herpesvirus humano 7 puede ser asintomática o asociarse a fiebre o a convulsiones febriles. En un estudio en el que participaron 30 niños con viremia por HHV-7, la manifestación clínica más frecuente fueron las convulsiones, que ocurrieron entre los 12 y los 63 meses de edad. En otro estudio, el 7 % de los niños con status epilepticus relacionado con la fiebre presentaban viremia por HHV-7, mientras que el 5 % tenía una infección primaria por HHV-6B y, el 2 %, reactivación viral.
La segunda manifestación más frecuente de la viremia por HHV-7 es la fiebre, con una temperatura media de 40.1 °C. Otros síntomas menos frecuentes son la afectación de las vías respiratorias superiores, los vómitos y la diarrea. Es frecuente que exista leucopenia. En un estudio con 496 niños que habían acudido al servicio de urgencias, los enfermos por HHV-7 tenían unos niveles similares de fiebre, exantema y síntomas gastrointestinales que los infectados por HHV-6, pero también estaban más predispuestos a sufrir convulsiones y eran de más edad.
El herpesvirus humano 7 también es una causa de exantema súbito, aunque la mayoría de casos se deben al HHV-6. Se han descrito dos casos de hemiplejia asociada al HHV-7, pero, en general, afecta con menos frecuencia al sistema nervioso central en comparación con el HHV-6. Asimismo, se ha relacionado con encefalitis en pacientes tanto inmunocompetentes como inmunodeprimidos. 15 de un total de 156 niños hospitalizados en el Reino Unido por encefalitis o fiebre y convulsiones tenían una infección aguda por HHV-7. Por otra parte, en 2129 nacimientos analizados, no se detectó el ADN viral en el cordón umbilical, y por tanto, infección congénita por el virus, en ninguno de ellos.

## Diagnóstico de laboratorio
La prueba diagnóstica más habitual es la detección de anticuerpos con inmunofluorescencia indirecta o ELISA, como ocurre con el HHV-6. La detección del HHV-7 en el suero o plasma sanguíneo es mucho menos común que con el HHV-6, por lo que la presencia de ADN viral en ausencia de anticuerpos sería más indicativa de infección aguda. Además, el virus se ha cultivado en las células mononucleares en sangre periférica de pacientes con exantema súbito, pero esto solo se practica en laboratorios de investigación.
Los niveles de HHV-7 en sangre no se correlacionan con la gravedad de la enfermedad en personas inmunodeprimidas, al contrario de lo que ocurre con el HHV-6. Ya que al ADN viral se detecta en el cerebro del 37 % de los adultos sanos mediante la reacción en cadena de la polimerasa (PCR), el hallazgo de proteínas virales es más específico que el de ADN para el diagnóstico de encefalitis.

## Tratamiento
Al igual que el HHV-6, es sensible in vitro al foscarnet y al cidofovir, aunque el ganciclovir también inhibe la replicación viral. Los datos clínicos son insuficientes para determinar si estos fármacos son efectivos in vivo.

## Historia
El HHV-7 fue descubierto por Frenkel y colaboradores en 1990 en los linfocitos CD4+ de una persona sana. En 1994 se señaló como una de los agentes etiológicos del exantema súbito.